# 汀田街道
汀田街道是中华人民共和国浙江省温州市瑞安市下辖的一个街道办事处。

## 行政区划
汀田街道下辖以下村级行政区划单位：
营兴社区、金凤社区、后里社区、汀一村、汀二村、汀三村、汀四村、汀五村、汀六村、汀七村、汀八村、汀九村、汀十村、建光村、宣前村、联盟村、宣中村、联光村、寨下村、联西村、联余村、香桥村、南潮村、联胜村和联前村。